# مورد دلخواه من
مورد دلخواه من (به انگلیسی: The Object of My Affection) فیلمی محصول سال ۱۹۹۸ و به کارگردانی نیکلاس هایتنر است. در این فیلم بازیگرانی همچون جنیفر آنیستون، پل راد، آلن آلدا، نایجل هاثورن، جان پنکاو، تیم دالی، جوآن کاپلند، استیو زان، کالی روخا، گابریل مکت، سارا هایلند، هیدن پنیتیر، لیام ایکن، بروک آلتمن، دنیل کاسگروو، آدرا مک‌دانلد و پاز د لا ورتا نقش‌آفرینی کرده‌اند.